# イザベル・デュシュネー
イザベル・デュシュネー（Isabelle Duchesnay、1963年12月18日 - ）は、フランス出身のフィギュアスケート選手。1992年アルベールビルオリンピックアイスダンス銀メダリスト。1991年世界フィギュアスケート選手権アイスダンスチャンピオン。パートナーは実兄でもあるポール・デュシュネー。

## 経歴
- 1963年12月18日、カナダのケベック州で生まれる。
- 1985年、兄ポール・デュシュネーとともに母親の母国であるフランスへ渡る。
- 1988年のカルガリーオリンピックにフランス代表として出場し、8位。
- 1991年、世界フィギュアスケート選手権優勝。
- 1991年、クリストファー・ディーンと結婚（1993年離婚）。
- 1992年、アルベールビルオリンピックで銀メダルを獲得。
- アルベールビルオリンピック後にアマチュアを引退し、プロに転向。

## 主な戦績
| 大会/年      | 1985-86 | 1986-87 | 1987-88 | 1988-89 | 1989-90 | 1990-91 | 1991-92 |
| ------------ | ------- | ------- | ------- | ------- | ------- | ------- | ------- |
| オリンピック |         |         | 8       |         |         |         | 2       |
| 世界選手権   | 12      | 9       | 6       | 3       | 2       | 1       |         |
| 欧州選手権   | 8       | 5       | 3       |         | 3       | 2       |         |